# Villa de Praga
Villa de Praga är en ort i Argentina.   Den ligger i provinsen San Luis, i den centrala delen av landet, 700 km väster om huvudstaden Buenos Aires. Villa de Praga ligger 1 005 meter över havet och antalet invånare är 181.
Terrängen runt Villa de Praga är lite kuperad. Trakten runt Villa de Praga är nära nog obefolkad, med mindre än två invånare per kvadratkilometer.. Villa de Praga är det största samhället i trakten.
Omgivningarna runt Villa de Praga är i huvudsak ett öppet busklandskap.